# 水原大学校
水原大学校(수원대학교、 スウォンだいがっこう)は、京畿道華城市にある大韓民国の私立大学である。

## 設置大学及び学科

### 人文大学
- Department of Liberal Arts and Education
- 韓国語韓国文学科
- 英語英文学科
- 史学科
- Division of European Studies 
  - Major in French
  - Major in Russian Studies
- Division of Asian Language & Literature 東洋語学部
  - 中国語学科
  - 日本語学科
- Division of Theatre and Film 
  - Major in Directing & Theory （昼間/夜間）
  - Major in Acting （昼間/夜間）

### 法政大学
- 法律学科
- 行政学科（昼間/夜間）
- Department of Journalism & Mass Communication

### 経商大学
- 経済金融学科
- 経営学部
  - 経営学専攻
  - 会計学専攻
  - 貿易学専攻
- ホテル観光経営学科

### 生活科学大学
- 児童家族福祉学科
- 食品栄養学科
- 衣類学科

### 自然科学大学
- 数学科
- 物理学科
- 生命科学科
- 化学科
- 生命工学科
- 応用統計学科

### 工科大学
- 都市工学科（昼間/夜間）
- 建築工学科（昼間/夜間）
- 産業情報工学科
- 電子材料工学科
- 不動産開発学科
- 機械工学科 （昼間/夜間）
- 高分子工学科
- 電気工学科 （昼間/夜間）
- 工業化学科 （昼間/夜間）
- 環境工学科 （昼間/夜間）
- 電子工学科

### 情報工学大学
- コンピュータ学科
- 情報コミュニケーション学科
- インターネット情報工学科
- 情報メディア学科

### 体育大学
- 体育学部
  - Major in Physical Education
  - Major in Sport & Leisure Studies
- Department of Dance
- Department Exerises & Qi-Gong Studies（夜間）

### College of Art & Design
- Division of Fine Arts 
  - Major in Oriental Painting
  - Major in Painting
  - Major in Sculpture
- Division of Design 
  - Major in Visual Communication Design
  - Major in Craft Design
  - Major in Fashion Design

### 音楽大学
- 作曲科
- 声楽科
- ピアノ学科
- 管弦楽科
- 民族音楽科